# دیوید هاید پیرس
دیوید هاید پیرس (انگلیسی: David Hyde Pierce؛ زاده ۳ آوریل ۱۹۵۹) هنرپیشه، کارگردان و کمدین اهل ایالات متحده آمریکا است. وی از سال ۱۹۸۲ میلادی تاکنون مشغول فعالیت بوده‌است.
از فیلم‌هایی که وی در آن نقش داشته‌است، می‌توان به زندگی یک حشره، نیکسون، گرگ، کوچک‌مردی به نام تیت، بوسه خون‌آشام، فیشر کینگ، سلول قهرمان، بی‌خواب در سیاتل، زنجیره احمق‌ها، تابستان داغ و مرطوب آمریکایی، عبور از دلنسی، چراغ‌های روشن، شهر بزرگ و میزبان تمام‌عیار اشاره کرد.